# Pirata latitans
Pirata latitans är en spindelart som först beskrevs av John Blackwall 1841.  Pirata latitans ingår i släktet Pirata och familjen vargspindlar. Inga underarter finns listade i Catalogue of Life.